# Rodion Yakovlevich Malinovsky
Rodion Yakovlevich Malinovsky (tiếng Nga: Родион Яковлевич Малиновский) (sinh ngày: 23 tháng 11 năm 1898, mất ngày 31 tháng 3 năm 1967) là một chỉ huy cao cấp của Hồng quân trong Chiến tranh thế giới thứ hai, Nguyên soái Liên bang Xô viết từ năm 1944. Sau chiến tranh, trong cương vị Bộ trưởng Bộ Quốc phòng Liên Xô cuối thập niên 1950 và thập niên 1960, ông đã giữ vai trò quan trọng hàng đầu trong việc đưa Liên Xô trở thành siêu cường về quân sự.

## Tiểu sử
Rodion Malinovsky sinh ra tại thành phố Odessa trong một gia đình gốc Do Thái. Bố của ông đã rời bỏ gia đình và Malinovsky được chính thức đăng ký là "con hoang", mẹ ông đã phải quay về vùng nông thôn Ukraina và tái giá với một người nông dân nghèo. Người này từ chối việc nuôi Malinovsky và ông bị đẩy ra đường từ năm 13 tuổi. Sau đó Malinovsky phải làm nhiều công việc khác nhau như làm đồng, giúp việc trong cửa hàng tạp hóa, tuy vậy ông cũng được sự giúp đỡ của gia đình người cô ở Odessa.

## Khởi đầu sự nghiệp

### 1914 - 1919

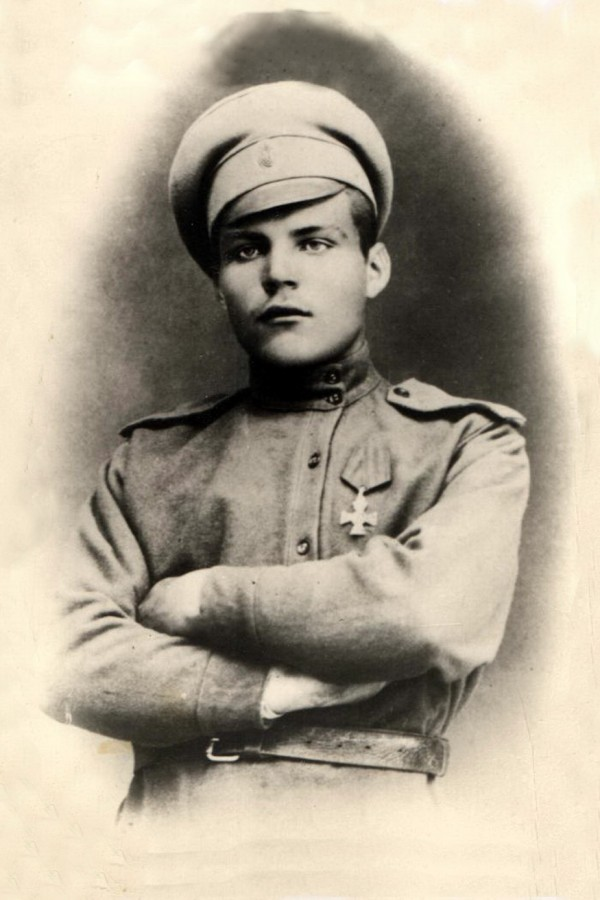

Sau khi Chiến tranh thế giới thứ nhất bùng nổ tháng 7 năm 1914, Malinovsky, khi đó mới chỉ 15 tuổi (chưa đủ tuổi nhập ngũ) đã trốn trong một chuyến tàu chở binh lính ra mặt trận. Tuy bị phát hiện nhưng ông vẫn thuyết phục được người chỉ huy nhận mình làm lính tình nguyện. Malinovsky bắt đầu cuộc đời binh nghiệp trong một khẩu đội súng máy chiến đấu trong các chiến hào. Tháng 10 năm 1915 ông nhận được chiếc huân chương đầu tiên, chiếc Thập tự thánh George hạng tư, cho thành tích tham gia đẩy lùi quân Đức, đồng thời được thăng cấp lên hạ sĩ. Ngay sau đó ông bị thương nặng và phải nằm viện vài tháng cho đến năm 1916. Sau khi lành lặn, ông được phái sang Pháp trong thành phần quân đội Đế quốc Nga chiến đấu ở mặt trận phía Tây. Tại đây nhờ thành tích chiến đấu dũng cảm, Malinovsky được phong trung sĩ và lại bị thương nặng ở tay trái. Sau Cách mạng tháng Mười, chính phủ Pháp giải tán các lực lượng vũ trang của Nga nhưng đề nghị một số tiếp tục chiến đấu cho đội quân lê dương của Pháp, trong số này có Malinovsky. Ông tiếp tục chiến đấu tại đây cho đến cuối chiến tranh và được tặng thưởng huân chương Chữ thập chiến tranh của Nhà nước Pháp.

### 1919 - 1941
Quay trở lại Nga năm 1919, Malinovsky gia nhập Hồng quân, ông tham gia chiến đấu trong Nội chiến chống lại quân Bạch vệ tại Siberi. Sau cuộc nội chiến, ông vào học tại trường huấn luyện sĩ quan cấp thấp và trở thành chỉ huy tiểu đoàn súng trường. Năm 1926 Malinovsky trở thành Đảng viên Đảng Bolshevik và năm 1927 ông vào học tại Học viện Quân sự Frunze. Sau khi tốt nghiệp tại đây năm 1930 ông phục vụ trong Đơn vị kỵ binh số 3 của tướng Semyon Timoshenko, sau 7 năm ông trở thành Tham mưu trưởng của đơn vị này. 
Năm 1936, Nội chiến Tây Ban Nha bùng nổ, Malinovsky tình nguyện tham gia chiến đấu cho những người Cộng hòa Tây Ban Nha chống lại quân đội cánh hữu của tướng Francisco Franco. Ông tham gia lập kế hoạch và chỉ huy một vài chiến dịch lớn ở đây trước khi quay trở về Moskva năm 1938 để trở thành giảng viên cao cấp tại Học viện quân sự Frunze.
Mùa xuân năm 1941, sau khi nhận được tin quân Đức đang tập trung ở phía Đông có khả năng sẽ tấn công Liên Xô, để tăng cường lực lượng chỉ huy cho Hồng quân, Dân ủy phụ trách Quốc phòng (Bộ trưởng Quốc phòng) Timoshenko đã cho gọi nhiều sĩ quan cao cấp từ các học viện trở về đơn vị chiến đấu. Malinovsky được thăng quân hàm thiếu tướng và trở thành chỉ huy đơn vị súng trường số 48 mới được thành lập ở Quân khu Odessa. Chỉ một tuần trước khi Chiến tranh giữ nước vĩ đại bùng nổ, Malinovsky đã cùng đơn vị dàn quân sát biên giới Rumani.

## Chiến tranh thế giới thứ hai

### Những nhiệm vụ đầu tiên
Sau khi quân Đức tràn vào lãnh thổ Liên Xô tháng 6 năm 1941, Hồng quân liên tiếp chịu những thất bại nặng nề và mất hàng trăm nghìn lính trong các cuộc bao vây của quân đội Đức Quốc xã. Quân đoàn của Malinovsky, bao gồm ba sư đoàn lính súng trường, đã giáp mặt với cuộc Chiến tranh chớp nhoáng (Blitzkrieg) của người Đức trên tuyến Sông Prut. Mặc dù theo luật, các chỉ huy phải lãnh đạo từ phía sau chiến tuyến, Malinovsky đã đích thân đến những khu vực chiến sự ác liệt để chiến đấu và động viên tinh thần các chiến sĩ của ông. Không thể chặn đứng được lực lượng vượt trội cả về quân số và khí tài của Đức Quốc xã, Malinovsky buộc phải rút lui dọc theo bờ Biển Đen nhưng cũng làm thất bại ý đồ của người Đức bao vây lực lượng của ông. Quân Đức thậm chí đã thành công trong việc dồn đội quân của Malinovsky vào Nikolaev, nhưng ông vẫn chọc thủng được vòng vây và rút về Dnepropetrovsk.
Đến tháng 8, Malinovsky được thăng chức Tham mưu trưởng và sau đó là Tư lệnh Tập đoàn quân số 6 của Hồng quân khi này đang bị thiệt hại nặng nề sau những cuộc tấn công của quân Đức. Ông đã thành công trong việc chặn bước tiến của quân đội Đức Quốc xã tại khu vực mặt trận của mình và được thăng hàm Trung tướng. Sau khi Hồng quân rút về Donbass, Malinovsky được giao chỉ huy chiến dịch phối hợp của Tập đoàn quân 6 và Tập đoàn quân 12 để đẩy người Đức ra khỏi khu vực. Tháng 12 năm 1941 ông được bổ nhiệm làm Tư lệnh Phương diện quân Nam gồm ba Tập đoàn bộ binh đã thiệt hại nặng nề và hai Sư đoàn kỵ binh. Tuy gặp khó khăn về lực lượng và trang thiết bị, phương diện quân của Malinovsky vẫn chọc sâu được vào tuyến phòng ngự của quân Đức ở khu vực.

### Trận Kharkov
Ngày 18 tháng 1 năm 1942, phương diện quân của Malinovsky và Phương diện quân Tây Nam, dưới sự chỉ huy chung của Timoshenko, đã mở chiến dịch tấn công phối hợp tại Kharkov và đẩy lui được quân Đức 100 km. Tuy nhiên Timoshenko đã đánh giá quá cao khả năng tấn công của Hồng quân và người Liên Xô sau đó đã thiệt hại nặng.
Tháng 7 năm 1942, Phương diện quân Nam được rút khỏi mặt trận và các đơn vị của nó được nhập vào Phương diện quân Bắc Caucasia, Malinovsky trở thành Phó tư lệnh phương diện quân này.

### Stalingrad và Phương diện quân Ukraina 3

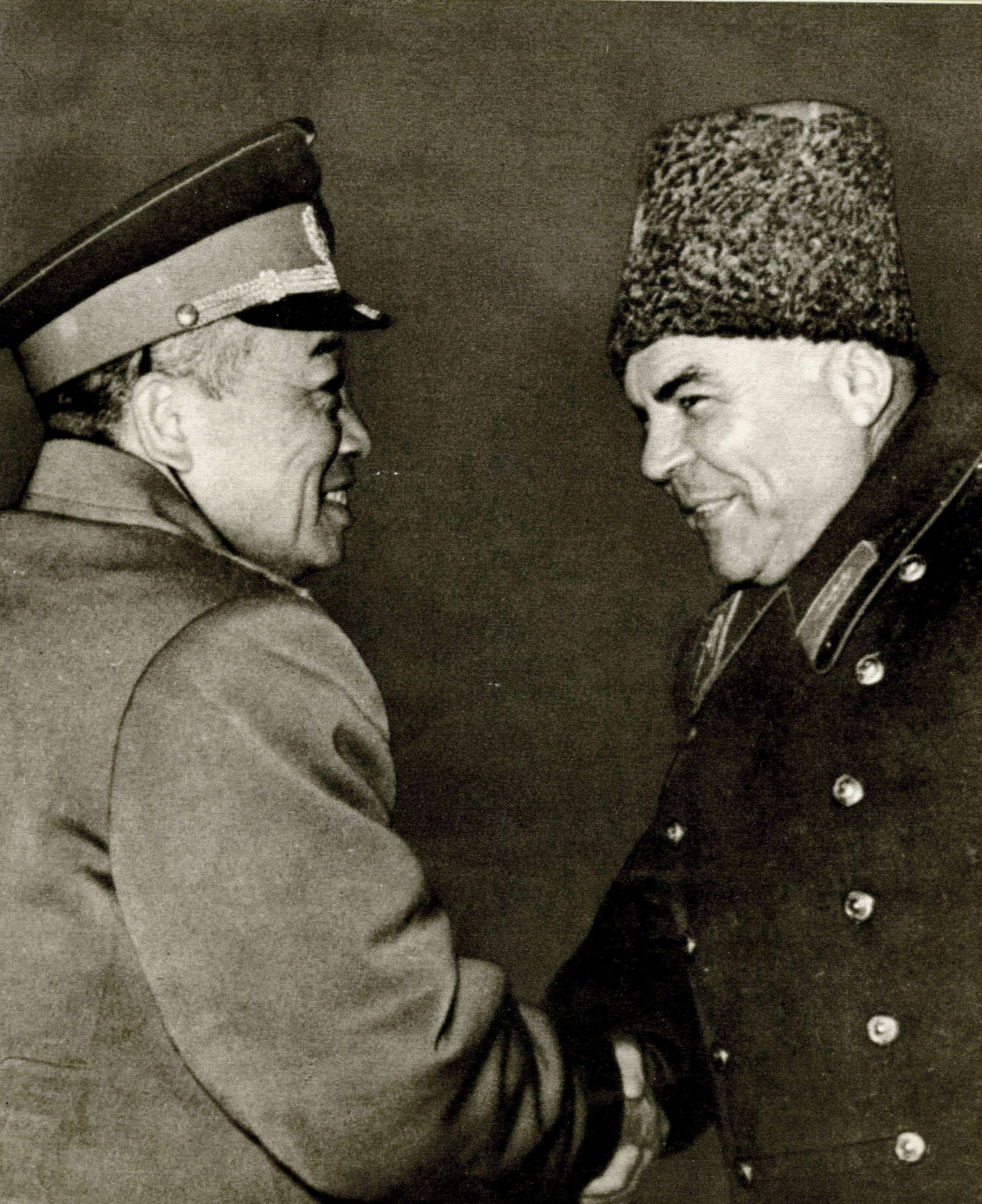
Nguyên soái Liên Xô Malinovsky và Nguyên soái Trung Quốc Bành Đức Hoài

Sau khi Hồng quân bị quân đội Đức Quốc xã tấn công mãnh liệt tại Stalingrad, Stalin cử Malinovsky giữ chức Tư lệnh Tập đoàn quân 66 được thành lập vội để giữ mặt Tây Bắc của thành phố. Tuy tập đoàn quân này chưa hề có kinh nghiệm chiến đấu nhưng đây là lần đầu tiên Malinovsky được chỉ huy một đơn vị đầy đủ về lực lượng và khí tài. Trong hai tháng 9 và 10 của năm 1942, ông đã chỉ huy cuộc phản kích của Hồng quân, tuy không giành lại được nhiều vị trí, cuộc phản công này đã làm thất bại ý đồ bao vây Stalingrad từ phía Bắc và làm chậm bước tiến của người Đức vào thành phố. Tháng 11 Malinovsky được điều về làm Phó tư lệnh Phương diện quân Voronezh và đến tháng 12 thì ông quay trở lại mặt trận Stalingrad. Ngày 22 tháng 11 tại đây, Hồng quân đã bao vây được Tập đoàn quân số 6 của Đức Quốc xã. Để giải cứu đội quân này, Cụm tập đoàn quân sông Đông của Thống chế Erich von Manstein đã tập trung các đơn vị xe tăng tại Kotelnikovo cách Stalingrad 150 km để tổ chức phản công.
Malinovsky đã chỉ huy Tập đoàn quân Cận vệ số 2 chống lại lực lượng xe tăng của tướng Hoth, tập đoàn quân của ông đã buộc người Đức phải rút lui và phá vỡ hoàn toàn cụm quân Đức ở Kotelnikovo. Đây là lần đầu tiên trong Chiến tranh thế giới thứ hai, một lực lượng thiết giáp lớn của quân đội Đức Quốc xã gặp thất bại nặng nề. Chiến thắng của Malinovsky cũng kết liễu số phân của 250.000 quân Đức và đồng minh phe Trục trong vòng vây Stalingrad. Nhờ chiến tích này, Malinovsky được thăng hàm Thượng tướng và được tặng thưởng Huân chương Suvorov hạng nhất.
Tháng 2 năm 1943, Malinovsky trở lại làm Tư lệnh Phương diện quân Nam, chỉ trong vòng 2 tuần lễ, ông đã đẩy lực lượng của Manstein khỏi Rostov, mở đường cho Hồng quân tiến vào Ukraina. Tháng 3 năm 1943, Malinovsky được phong Đại tướng và Tư lệnh Phương diện quân Đông Nam với nhiệm vụ đẩy quân Đức ra khỏi vùng công nghiệp giàu có Donbass. Sau một trận tấn công bất ngờ vào giữa tháng 10, Malinovsky đã giải phóng được thành phố có vị trí trọng yếu Zaporizhia, đồng thời cắt đứt lực lượng Đức ở phía Nam và cô lập quân Đức ở Krym.
Ngày 20 tháng 10, Phương diện quân Đông Nam được đổi tên thành Phương diện quân Ukraina 3. Từ tháng 12 năm 1943 đến tháng 4 năm 1944, phương diện quân của Malinovsky đã đập tan Cụm quân Nam của người Đức và giải phóng phần lớn miền Nam Ukraina, bao gồm cả Cherson, Nikolaev và thành phố quê hương ông, Odessa.

### Rumani và Hungary
Tháng 5 năm 1944, Malinovsky chuyển sang làm Tư lệnh Phương diện quân Ukraina 2. Tại đây ông đã chỉ huy việc đẩy quân Đức ra khỏi phần lãnh thổ còn bị chiếm đóng của Liên Xô và tiến vào Balkan cùng Phương diện quân Ukraina 3 do tướng Fyodor Tolbukhin chỉ huy. Trong Chiến dịch Jassy-Chişinău vào cuối tháng 8, đầu tháng 9, Malinovsky và Tolbukhin đã bao vây và đánh tan đạo quân gồm hơn nửa triệu lính Đức và 400.000 lính Rumani, buộc quân đội Rumani phải rút khỏi phe Trục. Nhờ chiến thắng này, ngày 10 tháng 9 năm 1944, Rodion Malinovsky được phong Nguyên soái Liên bang Xô viết. Ông cũng là Cao ủy của phe Đồng minh tại Rumani.

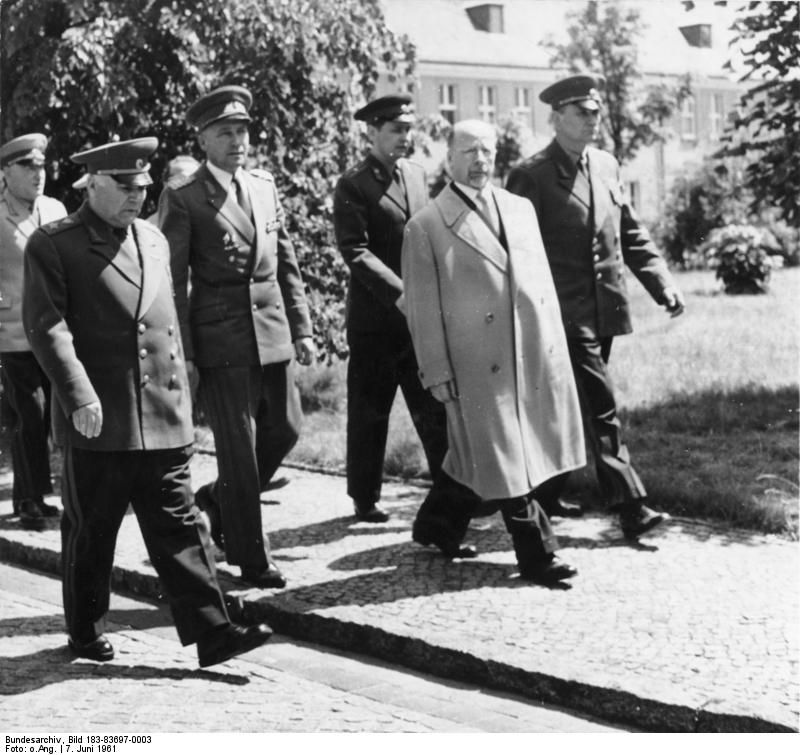
Nguyên soái Rodion J. Malinowski, Đại tướng Heinz Hoffmann (bộ trưởng Quốc phòng CHDC Đức và Walter Ulbricht Chủ tịch Hội đồng Bộ trưởng CHDC Đức

Tiếp tục cuộc truy kích quân Đức, Malinovsky vượt Nam Carpath tiến vào Transilvania và vào ngày 20 tháng 10 ông chiếm được Debrecen khi này vẫn được một lực lượng lớn của quân Đức bảo vệ. Tuy đã rất mệt mỏi và cần được bổ sung lực lượng sau nhiều chiến dịch liên tục, phương diện quân của Malinovsky vẫn được lệnh tiếp tục tham gia chiếm thủ đô Budapest từ tay quân Đức để mở đường tới Viên trước lực lượng Đồng minh. Cùng với sự hỗ trợ của Tolbukhin, Malinovsky bắt đầu thực hiện nhiệm vụ khó khăn khi Adolf Hitler đã ra lệnh phải giữ Budapest bằng mọi giá. Quân đội Đức cùng đồng minh Hungary định biến thành phố này thành "Stalingrad của người Đức" với một phần còn lại của lực lượng thiết giáp danh tiếng Đức Quốc xã (chiếm một phần tư lực lượng thiết giáp của quân đội Đức), ngoài ra còn lực lượng quân Đức rút về từ Ba Lan và Đông Phổ. Tuy vậy, khả năng chiến thuật và chỉ huy xuất sắc của Malinovsky đã giúp phương diện quân của ông vượt qua sự mỏi mệt và chiến thắng quân Đức tại Budapest ngày 13 tháng 2 năm 1945. 70.000 quân Đức bị bắt làm tù binh. Tiếp đó Malinovsky đuổi quân Đức qua Slovakia, giải phóng Bratislava và vào ngày 13 tháng 4, lực lượng Hồng quân do ông chỉ huy chiếm được Viên. Với những chiến thắng liên tiếp kể trên, Malinovsky đã được tặng thưởng huân chương cao quý, Huân chương Chiến thắng.
Chiến dịch cuối cùng của Malinovsky ở mặt trận phía Tây là chiến dịch giải phóng Brno thuộc Séc, tại đây lực lượng của ông đã hội quân với quân Mỹ.

### Mặt trận Viễn Đông
Sau khi quân Đức đầu hàng hoàn toàn tháng 5 năm 1945, Malinovsky được điều tới vùng Viễn Đông để làm Tư lệnh Phương diện quân Zabaikal. Tháng 8, phương diện quân của Malinovsky tấn công Mãn Châu Lý khi này do hơn một triệu quân Quan Đông của Nhật chiếm đóng. Chỉ sau 10 ngày quân đội Nhật hoàng đã thất bại hoàn toàn, đây được coi là chiến thắng lớn của nghệ thuật chiến tranh chớp nhoáng của Hồng quân. Malinovsky được phong danh hiệu cao quý nhất của Hồng quân, danh hiệu Anh hùng Liên bang Xô viết.

## Sau chiến tranh

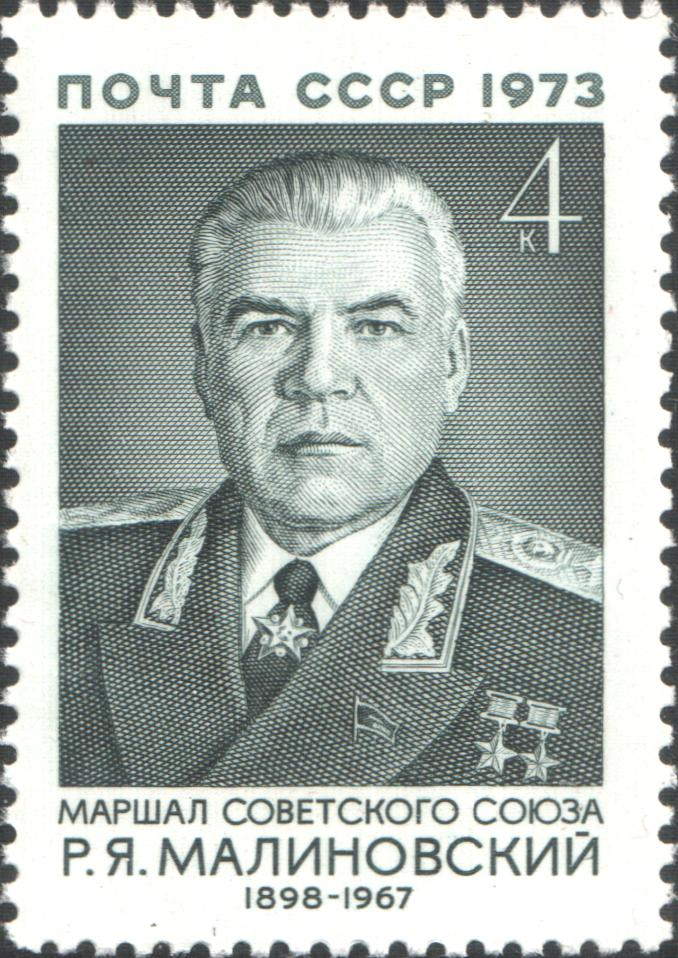
Con tem kỷ niệm các nguyên soái Liên Xô in hình R. Ya. Malinovsky, 1973

Từ năm 1945 đến năm 1947, Malinovsky là Tư lệnh Quân khu Zabaikal - Amur sau đó từ năm 1947 đến năm 1953 ông là Tư lệnh tối cao các lực lượng vũ trang Liên Xô ở Viễn Đông. Ông cũng là người chỉ huy việc huấn luyện và tiếp viện cho quân đội Bắc Triều Tiên và Giải phóng quân Trung Quốc trước và trong Chiến tranh Triều Tiên (1950-1953). Ngoài ra, ông cũng là ủy viên Xô viết Tối cao của Liên Xô và ủy viên dự khuyết Trung ương Đảng Cộng sản Liên Xô.
Sau cái chết của Stalin năm 1953, Nikita Khrushchev trở thành người lãnh đạo Liên Xô, Malinovsky được thăng chức Tổng tư lệnh lục quân và Thứ trưởng Bộ Quốc phòng Liên Xô. Mặc dù là bạn của Khrushchev, Malinovsky vẫn giữ được quan điểm độc lập của mình trong những vấn đề về quân sự. Ông ủng hộ việc phát triển tên lửa hạt nhân chiến lược để phòng vệ nhưng phản đối ý kiến của Khrushchev và một số người khác cho rằng vũ khí hạt nhân sẽ đóng vai trò quan trọng nhất của chiến tranh trong tương lai. Ông đã xây dựng lực lượng quân sự Xô viết trở thành lực lượng hoàn thiện và có sức mạnh hàng đầu thế giới, trở thành đối trọng của Hoa Kỳ về vũ khí hạt nhân.
Sau khi Khrushchev bị hạ bệ tháng 10 năm 1964, những người lãnh đạo mới đã chấp nhận đề nghị của Malinovsky về một lực lượng quân sự độc lập và chuyên nghiệp cũng như ý tưởng của ông về việc phát triển cân bằng các lực lượng vũ trang.
Malinovsky mất ngày 31 tháng 3 năm 1967, ông đã được Nhà nước Liên Xô tổ chức quốc tang và được an táng tại chân tường của Điện Kremlin. Tên của ông đã được đặt cho Học viện thiết giáp Moskva và một Sư đoàn Cận vệ thiết giáp tinh nhuệ. Sau sự sụp đổ của Liên Xô năm 1991, Malinovsky vẫn được coi là một trong những lãnh đạo quân sự quan trọng nhất trong lịch sử của Liên bang Nga.